# هالبرتون
هالبرتون (به انگلیسی: Halberton) یک روستا و محله مدنی در بریتانیا است که در Mid Devon واقع شده‌است. هالبرتون ۸۶۵ نفر جمعیت دارد.